# AGPAT4
AGPAT4 (англ. 1-acylglycerol-3-phosphate O-acyltransferase 4) – білок, який кодується однойменним геном, розташованим у людей на 6-й хромосомі. Довжина поліпептидного ланцюга білка становить 378 амінокислот, а молекулярна маса — 44 021.
| 10         |  | 20         |  | 30         |  | 40         |  | 50         |
| ---------- |  | ---------- |  | ---------- |  | ---------- |  | ---------- |
| MDLAGLLKSQ |  | FLCHLVFCYV |  | FIASGLIINT |  | IQLFTLLLWP |  | INKQLFRKIN |
| CRLSYCISSQ |  | LVMLLEWWSG |  | TECTIFTDPR |  | AYLKYGKENA |  | IVVLNHKFEI |
| DFLCGWSLSE |  | RFGLLGGSKV |  | LAKKELAYVP |  | IIGWMWYFTE |  | MVFCSRKWEQ |
| DRKTVATSLQ |  | HLRDYPEKYF |  | FLIHCEGTRF |  | TEKKHEISMQ |  | VARAKGLPRL |
| KHHLLPRTKG |  | FAITVRSLRN |  | VVSAVYDCTL |  | NFRNNENPTL |  | LGVLNGKKYH |
| ADLYVRRIPL |  | EDIPEDDDEC |  | SAWLHKLYQE |  | KDAFQEEYYR |  | TGTFPETPMV |
| PPRRPWTLVN |  | WLFWASLVLY |  | PFFQFLVSMI |  | RSGSSLTLAS |  | FILVFFVASV |
| GVRWMIGVTE |  | IDKGSAYGNS |  | DSKQKLND   |  |            |  |            |

A: Аланін

C: Цистеїн

D: Аспарагінова кислота

E: Глутамінова кислота

F: Фенілаланін

G: Гліцин

H: Гістидин

I: Ізолейцин

K: Лізин

L: Лейцин

M: Метіонін

N: Аспарагін

P: Пролін

Q: Глутамін

R: Аргінін

S: Серин

T: Треонін

V: Валін

W: Триптофан

Кодований геном білок за функціями належить до трансфераз, ацилтрансфераз. 
Задіяний у таких біологічних процесах, як метаболізм ліпідів, біосинтез ліпідів, альтернативний сплайсинг. 
Локалізований у мембрані.